# Diga di Yapraklı
La diga di Yapraklı è una diga della Turchia. Si trova nella provincia di Burdur.